# Kamouraska
Kamouraska ist eine Gemeinde in der kanadischen Provinz Québec und Teil der Grafschaftsgemeinde Kamouraska. Der Name leitet sich von der Algonkin-Sprachen ab und bedeutet „wo Binsen am Wasserrand wachsen“. Die Gemeinde mit 616 Einwohnern (Stand: 2016) und 43,86 km² wurde 1692 erstmals besiedelt. 1709 wurde die erste Kirche gebaut. Durch Kamouraska verläuft der Highway 132.
Kamouraska wurde zu den 20 schönsten Dörfern der Provinz Québec gewählt.

## Persönlichkeiten
- Charles Chiniquy (1809–1899), presbyterianischer Prediger
- Marie-Louise Meilleur (1880–1998), Altersrekordhalterin
- Dorylas Moreau (1947–2019), katholischer Geistlicher, Bischof von Rouyn-Noranda